# Psechrus argentatus
Psechrus argentatus är en spindelart som först beskrevs av Carl Ludwig Doleschall 1859.  Psechrus argentatus ingår i släktet Psechrus och familjen Psechridae. Inga underarter finns listade i Catalogue of Life.